# Гана
Респу́бліка Га́на, або Га́на (англ. Republic of Ghana) — держава в Західній Африці, відома раніше під назвою Золотий Берег. На півночі Гана межує з Буркіна-Фасо, на заході з Кот-д'Івуаром, на сході з Того, а з півдня омивається водами Гвінейської затоки Атлантичного океану.

## Природа

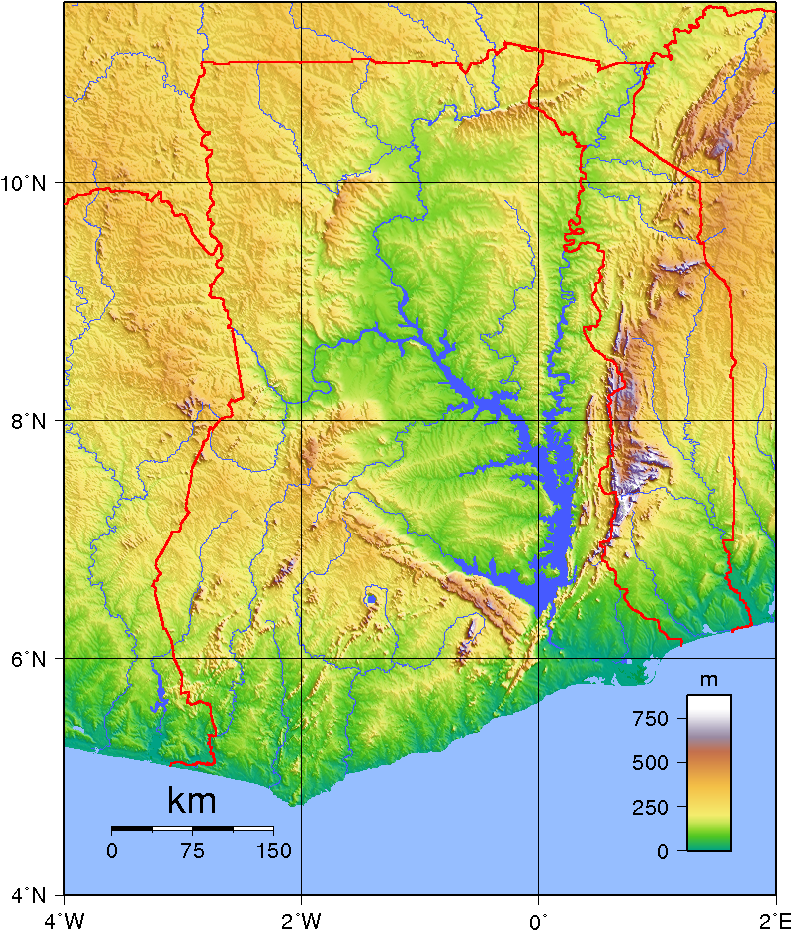
Топографічна карта Гани

Держава знаходиться в Західній Африці, протяжність території з півночі на південь становить 715 км, із заходу на схід — 500 км. На півночі межує з Буркіна-Фасо (спільний кордон — 550 км); на заході — з Кот-д'Івуаром (640 км); на сході — з Того (880 км). На півдні омивається водами Гвінейської затоки Атлантичного океану, берегова лінія 560 км.

### Геологічна будова
Геологічна будова Гани представлена переважно кристалічними породами докембрійського віку. Більша частина території країни лежить на древньому кристалічному фундаменті Африканської платформи, які формують Гвінейський щит — один з ключових елементів геології Західної Африки. Основу складають породи архейського та протерозойського віку — гнейси, сланці, кварцити, граніти, зеленокам'яні пояси (із запасами золота), а також метаморфічні породи. У центральній та південній частинах поширені також молодші осадові породи.

### Рельєф
Рельєф Гани переважно рівнинний або хвилясто-горбистий, переважно з висотами 150—300 м над рівнем моря. Більшість території займає плоскогір'я Ашанті, висоти якого коливаються в межах 200–400 м. На східній околиці країни підносяться гори Того з найвищою точкою країни — горою Афаджото (Афадьято) (885 м) у східній частині, поблизу кордону з Того. На півночі розташовані низовинні рівнини басейну річки Вольта.

### Клімат
Клімат Гани тропічний, але змінюється від екваторіального на півдні до субекваторіального на півночі. На півдні є два сезони дощів (основний у квітні—липні та короткий — у вересні—жовтні), а також два сухих періоди. Температура коливається в межах від +24 °C до +28 °C, а опади —від 1500 до 2000 мм на рік. На півночі є один сезон дощів (травень—жовтень), а решта часу — сухий сезон, коли дмуть гарячі пилові вітри харматани з Сахари. Опадів тут менше — 1000—1200 мм на рік. Протягом року середні температури коливаються в межах від +25 °C до +32 °C. Значних коливань між порами року немає, але різниця відчутна між вологими та сухими сезонами.

### Внутрішні води
Найбільша річка — Вольта. Серед дрібніших річок виділяються Тано, Анкобра і Пра. Річка Вольта та її притоки, особливо Чорна Вольта, Біла Вольта, Оті і Афрам, утворюють основну систему стоку. Після споруди дамби в ущелині поблизу Акосомбо в 1964 році утворилося величезне водосховище Вольта площею 8,5 тис. км². Завдяки цьому відкрилися нові перспективи для розвитку судноплавства всередині країни, прісноводного рибальства і зрошуваного землеробства. Єдине велике природне озеро Босумтві розташоване за 34 км на південному сході від Кумасі, має майже округлу форму і оточене пологими лісистими горбами висотою понад 180 м над рівнем озера.

### Рослинність
Більша частина Гани — савана, на південному-заході — вологі тропічні ліси. У межах території Гани відособлюють прибережний, лісовий і саванний райони, розділені невисокими лісистими уступами. На узбережжі низькі піщані пляжі межують з солоно-водними лагунами, обрамованими невеликими гаями кокосових пальм. Далі в глиб країни тягнеться плоска рівнина, місцями усіяна останцевими горбами і порости колючими чагарниками і приземкуватими деревами. Далі на півночі від цієї рівнини лежить лісисте плато. Це і є відомий західноафриканський ліс з високими густо-стоячими деревами, чия густа крона затримує яскраве сонячне світло і забезпечує в наземному ярусі вологі теплі умови, сприятливі для зростання ліан і епіфітів.

### Фізико-географічне районування
Територія Гани розташована в межах Гвінейської підобласті Судано-Гвінейської фізико-географічної області. Основними типами ландшафтів тут є вологі екваторіальні ліси, савани, болотисті узбережжя та галерейні ліси вздовж річок. Зазвичай виділяють кілька основних фізико-географічних районів:
- Прибережна низовина (рівнинний рельєф; вологий екваторіальний клімат; рослинність представлена мангровими заростями і болотяними формаціями);
- Лісова зона (рельєф горбистий, із залишками плато Ашанті та східних хребтів; клімат вологий, із двома сезонами дощів; густі тропічні ліси на фералітних червоноземах);
- Північна савана (хвилясті рівнини та плоскогір'я; клімат тропічний сухий; гвінейська та суданська саванова рослинність на червоно-бурих та латеритних ґрунтах);
- Вольтське плато і хребет Атакора (височинне плато та гори; клімат помірно вологий; рослинність саванова з лісовими елементами в долинах);
- Басейн Вольти (басейн великого штучного озера Вольта, створеного греблею Акасомбо).

## Історія
До 1957 була колонією Великої Британії, відомою під назвою Золотий Берег.
6 березня 1957 року проголошена незалежна Республіка Гана, президентом якої став Кваме Нкрума.
Республіка й однопартійна держава створена в 1960. Кваме Нкрума скинули внаслідок військового перевороту в лютому 1966. Цивільне правління відновлене в 1969—1971, але закінчилося в 1979—1981 через наступні перевороти.
Населення країни становить близько 23,5 млн осіб, з яких 12,8 млн наділено виборчим правом.
У 1992 на референдумі схвалена Конституція Гани, яка визначила багатопартійну демократичну основу політичного устрою країни. За регіональними стандартами Гана є добре керованою державою зі стабільним економічним розвитком.
На президентських виборах 2008 перемогу отримав кандидат від опозиційної партії «Національний Демократичний Конгрес» Джон Атта Міллс. Він набрав 50,23 % голосів, тоді як його суперника, кандидата від правлячої в Гані Нової Патріотичної Партії Нано Акуфо-Аддо підтримали 49,77 % виборців. Другий тур президентських виборів пройшов в Гані 28 грудня 2008, проте виявилось, що жоден з кандидатів не добився вирішальної переваги. Після цього було вирішено влаштувати голосування на виборчій дільниці Тейн — єдиній дільниці, де жителі країни не взяли участь у виборах через брак виборчих бюлетенів. Голосування в Тейні і стало вирішальним для перемоги кандидата від опозиції.
64-річний юрист Дж. Міллс був віцепрезидентом Гани в 1997—2000. У 2000 і 2004 рр. він також намагався добитися президентського крісла, проте вдалою виявилася лише його третя спроба.

## Політична система
Гана за формою правління є президентською республікою, глава держави — президент. Державний устрій — унітарна держава.

### Парламент

#### Політичні партії
На парламентських виборах 7 грудня 2000 року до парламенту Гани пройшли такі політичні партії:
- Нова патріотична партія — 99 місць (49,5 %);
- Національний демократичний конгрес — 92 місць (46 %);
- інші[1].

### Зовнішня політика

#### Українсько-ганські відносини
Уряд Гани офіційно визнав незалежність України 22 квітня 1992 року, дипломатичні відносини з Україною встановлено 17 червня того ж року. В Аккрі з грудня 2023 року діє українське посольство в Гані. У Києві діє почесне консульство Гани в Україні.

### Державна символіка
- Державний прапор
- Державний герб
- Державний гімн

## Адміністративно-територіальний поділ

Адміністративний поділ Гани

В адміністративно-територіальному відношенні територія держави поділяється на 10 провінцій (англ. region), які своєю чергою складаються зі 138 районів (англ. district).
1. Ашанті (англ. Ashanti), адміністративний центр у Кумасі (англ. Kumasi);
2. Велика Аккра (англ. Greater Accra), адм. центр — Аккра (англ. Accra);
3. Бронг-Ахафо (англ. Brong Ahafo), адм. центр — Суньяні (англ. Sunyani);
4. Верхня Східна (англ. Upper East), адм. центр — Болгатанга (англ. Bolgatanga);
5. Верхня Західна (англ. Upper West), адм. центр — Ва (англ. Wa);
6. Вольта (англ. Volta), адм. центр — Хо (англ. Но);
7. Східна (англ. Eastern), адм. центр — Кофорідуа (англ. Koforidua);
8. Західна (англ. Western), адм. центр — Секонді-Такораді (англ. Sekondi-Takoradi);
9. Північна (англ. Northern), адм. центр — Тамале (англ. Tamale);
10. Центральна (англ. Central), адм. центр — Кейп-Кост (англ. Cape Coast).

## Збройні сили
Чисельність збройних сил у 2000 році становила 7 тис. військовослужбовців. Загальні витрати на армію становили 45 млн доларів США.
Оборонний бюджет Гани становив відповідно до даних з відкритих джерел у 2022 році 226 млн доларів, у 2023 зріс до 335 млн доларів, у 2024 - впав до 317 млн доларів. У 2025-2029 роках заплановане зростання до понад 509 млн доларів.
У 2017 році Гана підписала договір ООН про заборону ядерної зброї.

## Економіка
Станом на 2023 рік ВВП Гани становить 76,37 млрд доларів США (89-те місце у світі), ВВП на душу населення — 6800 доларів США (161-те місце у світі).[джерело?]
Гана — аграрна держава, що розвивається з розвинутою гірничодобувною (головним чином золотодобувною) промисловістю. Валовий внутрішній продукт (ВВП) у 2006 році становив 59,2 млрд доларів США (72-ге місце в світі); що у перерахунку на одну особу становить 2,6 тис. доларів (135-те місце в світі). Промисловість разом із будівництвом становить 25 % ВВП держави; аграрне виробництво разом з лісовим господарством і в господарстві країни розподіляється таким чином: 15 % — промисловість і будівництво; 60 % — аграрне, лісове і рибне господарства; 25 % — сфера обслуговування (станом на 2006 рік).
Надходження в державний бюджет Гани за 2006 рік становили 3,6 млрд доларів США, а витрати — 3,9 млрд; дефіцит становив 92 %.

### Валюта
Національною валютою країни слугує седі. Для підтримання дрібних племен Верхньої Західної області (зокрема Буілси), періодично випускають подарункові монети, частина коштів від продажу яких йде на становлення економіки (наприклад: плем'я Канжага — монета кебу, плем'я Нчама — монета піол).

### Промисловість
Головні галузі промисловості: гірнича, металургія, текстильна і харчова.

#### Гірнича промисловість
Країна багата на корисні копалини. Тут розвідані значні поклади золота, алмазів, бокситів, марганцю, нафти.
У 2006 році в Гані було видобуто 2,7 млн. барелів сирої нафти.

### Енергетика
За 2004 рік було вироблено 6,5 млрд кВт·год електроенергії (експортовано 0,9 млрд кВт·год, до Того і Беніну); загальний обсяг спожитої — 7,1 млрд кВт·год (імпортовано 2 млрд кВт·год). Структура енергоспоживання (на 1993 рік): нафтопродукти — 69 %, гідроенергія — 31 %. Гідроелектростанції, побудовані на річці Вольта в Акосомбо (912 МВт) і Копонзі (160 МВт) забезпечують енергією алюмінієвий комбінат в Темі та інші промислові підприємства на півдні країни.
У 2004 році споживання нафти становило 44 тис. барелів на добу, природний газ не використовується для господарських потреб.

### Агровиробництво
У сільськогосподарському обробітку перебуває 34 % площі держави. Головні сільськогосподарські культури: кава, какао, кокоси, банани, просо, сорго.
У 2006 році поголів'я великої рогатої худоби становило 2 млн голів, кіз — 3,3 млн голів, вівців — 3,3 млн.

### Транспорт
Транспорт: автомобільний, морський, частково — залізничний, авіасполучення. Головні морські порти: Тема, Такораді. Наприкінці 1990-х років значно збільшила обсяги перевезень державна авіакомпанія «Ейр Гана», яка є основним авіаперевізником в Західній Африці і, крім регулярних рейсів в країни Європи, відкрила нові лінії в США і країни Південної Африки.

### Туризм
У 1996 році Гану відвідало 0,3 млн іноземних туристів, що дало прибуток у 248 млн доларів США.

### Зовнішня торгівля
Основні торговельні партнери Гани: Нідерланди, Нігерія, Велика Британія, США, Китай.
Держава експортує: золото, какао, деревину, кольорові метали. Основні покупці: Нідерланди (12 %); Велика Британія (8 %); США (7 %). У 2006 році вартість експорту становила 3,3 млрд доларів США.
Держава імпортує: паливо, продукти харчування, промислові вироби. Основні імпортери: Нігерія (15 %); Китай (12 %); США (6 %). У 2006 році вартість імпорту становила 5,7 млрд доларів США.

## Населення
Населення держави у 2006 році становило 22,4 млн осіб (48-ме місце в світі). Головні етноси ганської нації: акан — 52,4 %, мосі — 15,8 %, еве — 1,9 %. Державна мова: англійська. У 1950 році населення країни становило 4,3 млн осіб; у 1970 — 8,6 млн осіб; у 1991 — 14,6 млн осіб. Густота населення: 83,4 осіб/км² (82-ге місце у світі). Згідно зі статистичними даними за 2006 рік народжуваність 30,5 ‰; смертність 9,7 ‰; природний приріст 20,8 ‰.
Вікова піраміда населення має такий вигляд (станом на 2006 рік):
- діти віком до 14 років — 38,8 % (4,4 млн чоловіків, 4,3 млн жінок);
- дорослі (15—64 років) — 57,7 % (6,5 млн чоловіків, 6,5 млн жінок);
- особи похилого віку (65 років і старіші) — 3,5 % (0,37 млн чоловіків, 0,42 млн жінок).

Рівень урбанізованості в 2000 році становив 36 %. Головні міста держави: Аккра (2,3 млн осіб), Кумасі (1,9 млн осіб), Тамале (0,5 млн осіб).

### Релігії
Головні релігії держави: християнство — 64 % населення, анімізм — 18 %, іслам — 15 %.

### Охорона здоров'я
Очікувана середня тривалість життя в 2006 році становила 58,9 року: для чоловіків — 58,1 року, для жінок — 59,7 року. Смертність немовлят до 1 року становила 55 ‰ (станом на 2006 рік). Населення забезпечене місцями в стаціонарах лікарень на рівні 1 ліжко-місце на 800 жителів; лікарями — 1 лікар на 22,45 тис. жителів (станом на 1995 рік). Витрати на охорону здоров'я в 1990 році становили 3,5 % ВВП країни.
У 1993 році 56 % населення було забезпечено питною водою.

### Освіта
Рівень письменності в 2003 році становив 74,8 %: 82,7 % серед чоловіків, 67,1 % серед жінок. У країні діє обов'язкова шкільна освіта протягом 10 років
Витрати на освіту в 1995 році становили 3,3 % ВВП, 24,3 % усіх державних громадських видатків.
У 2006 році всесвітньою мережею Інтернет у Гані користувались 206 тис. осіб.

## Культура

### Музика й танці
У Гані є багато регіональних музичних традицій та сучасних музичних жанрів. Найбільш відомим сучасним жанром у музиці, який походить із Гани, є Хайлайф. Поява Хіплайфу та інших жанрів зробила його менш популярним.
Серед сучасних співаків та співачок є Abiana, Adina, Dentaa, Camidoh, Capasta та інші.

### Спорт
Чорні зірки — одна з найсильніших футбольних команд Африки. На чемпіонаті світу з футболу в Німеччині вони єдиними серед африканських команд вийшли з групи, але програли Бразилії. На чемпіонаті Африки 2010 року вони добралися до фіналу, де поступилися Єгипту. Найуспішніше чорні зірки виступили на Чемпіонаті Світу 2010 року в ПАР, де дійшли до чвертьфіналу, програвши Уругваю. На Кубку Африканських Націй 2015 року збірна Гани дійшла до фіналу, де програла збірній сусіднього Кот-д'Івуару лише в серії пенальті.